# D'Andre Swift
D'Andre Tyion Swift (Filadelfia, 14 gennaio 1999) è un giocatore di football americano statunitense che milita nel ruolo di running back per i Chicago Bears della National Football League (NFL).

## Carriera universitaria
Nella sua prima stagione con i Georgia Bulldogs nel 2017, Swift era il terzo running back nelle gerarchie della squadra dietro ai futuri titolari della NFL Nick Chubb e Sony Michel. Su 73 portate corse per 597 yard e 3 touchdown.
Nella sua seconda stagione, Swift divise i possessi con Elijah Holyfield, anche se fu utilizzato più spesso come ricevitore. Quell'anno ebbe tre gare consecutive con almeno 100 yard corse, culminate con 186 yard su 17 portate (di cui un touchdown da 77 yard nel quarto periodo) contro Auburn. Nella sua ultima stagione corse 1.216 yard e 7 touchdown, venendo inserito nella formazione ideale della Southeastern Conference.

## Carriera professionistica

### Detroit Lions
Swift venne scelto nel corso del secondo giro (35º assoluto) del Draft NFL 2020 dai Detroit Lions. Debuttò come professionista nella gara del primo turno contro i Chicago Bears correndo 8 yard e segnando un touchdown su corsa ma facendosi anche sfuggire il passaggio della vittoria nella end zone nell'ultima giocata della partita. Nella settimana 6 corse 116 yard e segnò due touchdown nella vittoria sui Jacksonville Jaguars. Nel decimo turno disputò la prima gara come titolare rispondendo con 81 yard corse e 68 ricevute nella vittoria sul Washington Football Team. La sua stagione da rookie si chiuse con 521 yard corse, 8 touchdown su corsa e 2 su ricezione, disputando 13 partite, di cui 4 come titolare.
Nel primo turno della stagione 2022 Swift corse 144 yard e un touchdown nella sconfitta di misura contro i Philadelphia Eagles.

### Philadelphia Eagles
Il 29 aprile 2023 Swift fu scambiato con i Philadelphia Eagles. Nella gara del secondo turno, la vittoria 34-28 sui Minnesota Vikings, corse un nuovo primato personale di 175 yard, realizzando anche un touchdown e venendo premiato come giocatore offensivo della NFC della settimana. A fine stagione fu convocato per il suo primo Pro Bowl dopo essersi classificato quinto nella NFL con 1.049 yard corse.

### Chicago Bears
L'11 marzo 2024 Swift firmò con i Chicago Bears un contratto triennale del valore di 24 milioni di dollari. Nel quarto turno guidò la squadra sia in yard corse (93) che in yard ricevute (72), incluso un touchdown su corsa da 36 yard, nella vittoria sui Los Angeles Rams.

## Palmarès
- Convocazioni al Pro Bowl: 1

2023
- Giocatore offensivo della NFC della settimana: 1

2ª del 2023